# Americana Film Festival
L'Americana Film Festival és un festival de cinema independent nord-americà que es duu a terme a Barcelona, Madrid i per la plataforma Filmin. El festival va començar el 2014 als cinemes Girona de Barcelona. És l'únic festival de cinema indie nord-americà al sud d'Europa.